# مزرعة دير تقلا
مزرعة دير تقلا هي إحدى القرى اللبنانية من قرى قضاء صيدا في محافظة الجنوب.

## الموقع
تقع دير تقلا بالقرب من الانصارية وتتبع لها عقاريا وإداريا وهي عبارة عن بساتين حمضيات.

## الاسم
تعود تسميتها إلى دير قديمة كان موجود فيها وحافظ سكان الانصارية على هذه التسمية.

## سكانها
ليس فيها سكان وهي بلدة مندثرة.